# Thắng Hải
Thắng Hải là một xã thuộc huyện Hàm Tân, tỉnh Bình Thuận, Việt Nam.
Xã Thắng Hải có diện tích 98,98 km², dân số năm 2015 là 6307 người, mật độ dân số đạt 64 người/km². Xã có 5 thôn.
Xã Thắng Hải nằm cuối huyện Hàm Tân, giáp ranh với tỉnh Bà Rịa - Vũng Tàu, có quốc lộ 55 chạy qua. Xã có 5,6 km bờ biển, vị trí khá thuận lợi cho giao lưu trao đổi hàng hóa cũng như khai thác thế mạnh của biển. Có 02 công ty và 01 cụm công nghiệp đã đi vào hoạt động, tạo điều kiện giải quyết việc làm cho người dân tại địa phương.